# L'ultima notte (film 1953)
L'ultima notte (Leur dernière nuit) è un film del 1953 diretto da Georges Lacombe.